# Joy Model Management
Joy Model Management é uma agência de modelos criada por John Casablancas (Nova Iorque, 22 de dezembro de 1942)  é um empresário norte-americano que criou a agência de modelos Joy Model Management em 2008.Desde recentemente a abertura da divisão de suas mulheres, a agência rapidamente se estabeleceu como um concorrente no mercado muito competitivo, representando Siri Tollerod e Lisanne de Jong.

## No Brasil
Com operação no Brasil desde 2008, atua sob o comando de Liliana Gomes e Marcelo Helou da Fonseca. Atende as categorias modelo fashion e modelo comercial, e possui sede em São Paulo e filiais em Porto Alegre, Curitiba, Belo Horizonte e Florianópolis.